# Pachyphytum glutinicaule
Pachyphytum glutinicaule là một loài thực vật có hoa trong họ Crassulaceae. Loài này được Moran miêu tả khoa học đầu tiên năm 1963.